# GM Gamma Plattform

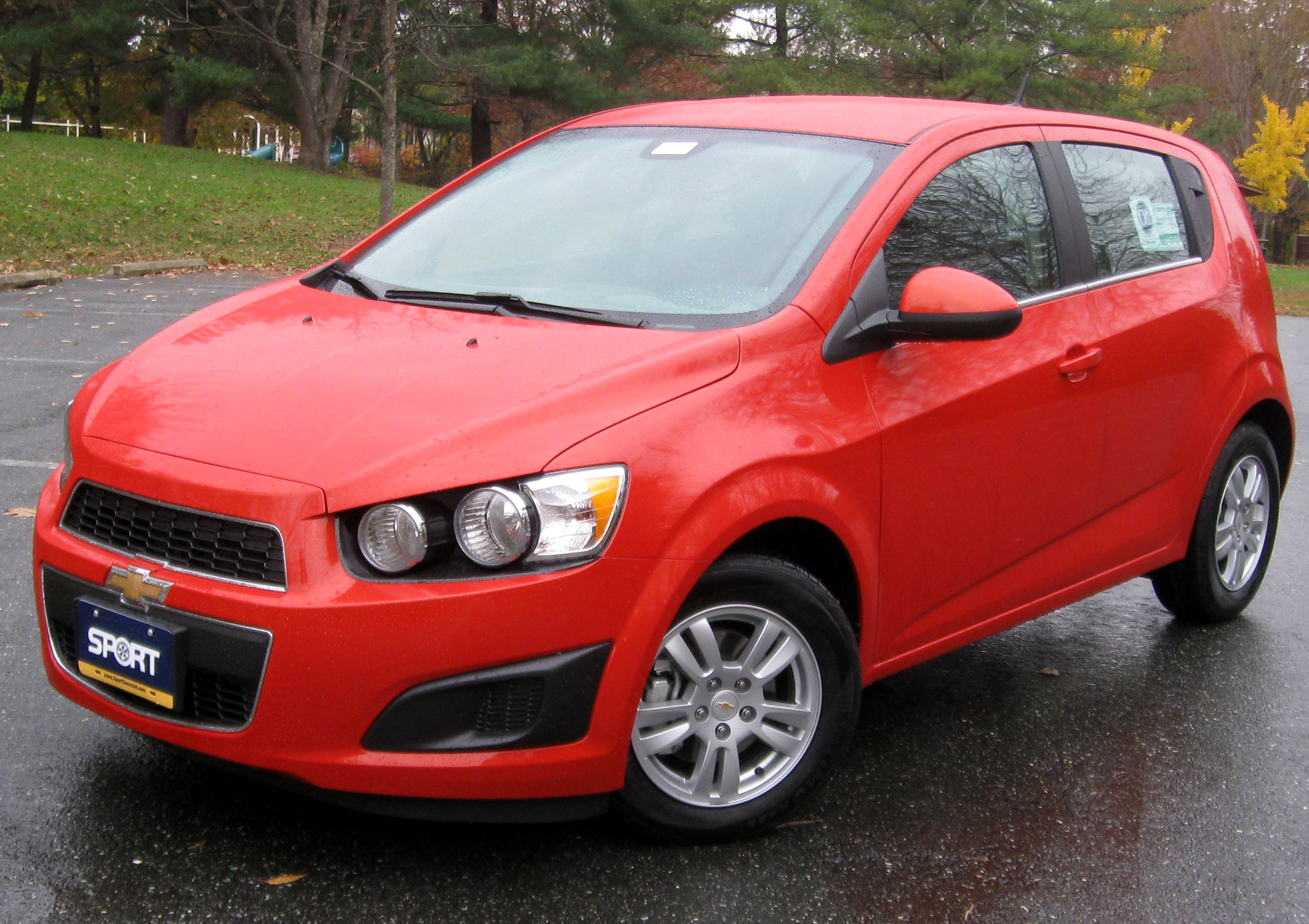
Chevrolet Aveo/Sonic, Beispiel für einen Kleinwagen auf der Gammaplattform

Gamma ist die frontangetriebene Kleinwagen-Plattform von General Motors. Erstmals genutzt wurde sie 2000 im Opel Corsa C. Während der Kooperation inklusive Kapitalbeteiligung von GM an Fiat im Jahre 2002, wurde die Plattform auch für Fiatmodelle verwendet.

## Gamma / GM4300
Die erste Version der Plattform wurde im Herbst 2000 mit der Einführung des Opel Corsa C herausgegeben und ist Nachfolger der GM4200 Plattform, welche in vorherigen Corsamodellen von Opel Deutschland verwendet wurde. Der Radstand wurde von 2465 mm auf 2491 mm gegenüber der GM4200 vergrößert.
Fahrzeuge auf dieser Plattform:
- 2000–2006 Opel Corsa C
- 2001–2010 Opel Combo C
- 2002–2010 Opel Meriva A
- 2003–2011 Chevrolet Montana
- 2004–2009 Opel Tigra TwinTop B

## Gamma II

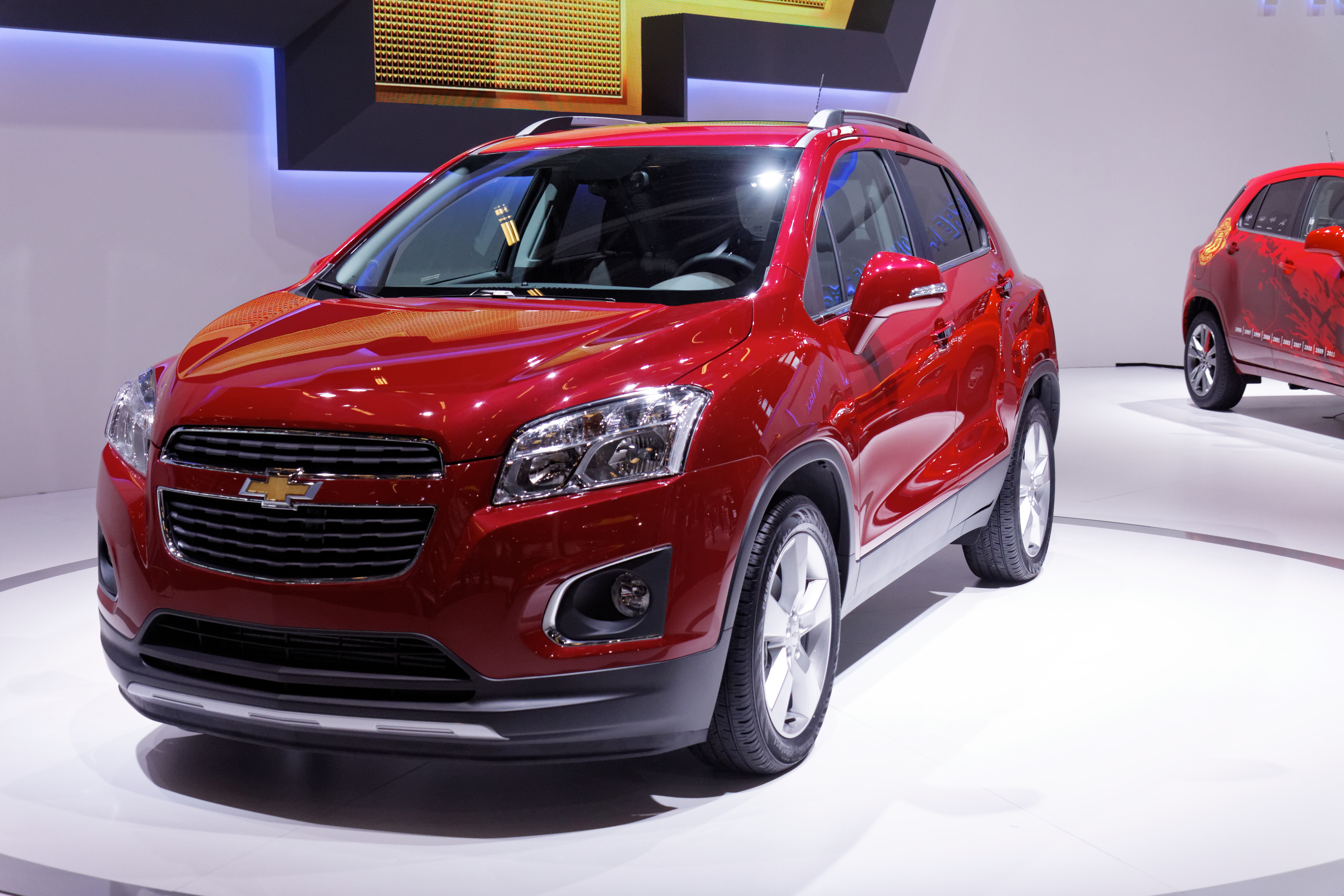
2013 Chevrolet Trax, Kleinwagen SUV auf Basis der neuen Gamma Plattform

GM Korea hat die Verantwortung für die Entwicklung der GSV-Architektur (Global Small Vehicle) von GM übernommen. Diese Architektur wir von GM für alle Kleinwagen verwendet.
Während die erste Gamma-Plattform von Opel aus Deutschland entwickelt, stammt der Nachfolger von GM Korea, der ehemaligen GM Daewoo, entwickelt.
Fahrzeuge mit dieser Plattform werden in den Vereinigten Staaten, Indonesien, Ecuador, Brasilien, Deutschland, Kolumbien, Spanien, Indien, Südkorea, Mexiko, Thailand, Venezuela, Usbekistan, Vietnam, China und Russland montiert.
Aktuelle und angekündigte Fahrzeuge auf Basis der Gamma II Plattform:
- seit 2010 Chevrolet Spark, Holden Barina Spark
- 2010–2014 Chevrolet Sail[5]
- seit 2011 Chevrolet Aveo/Sonic, Holden Barina
- 2011 Chevrolet Cobalt[6]
- seit 2013 Opel/Vauxhall Mokka, Buick Encore
- 2012 Chevrolet Spin
- seit 2013 Chevrolet Onix
- seit 2013 Chevrolet Prisma Mk II
- seit 2013 Chevrolet Trax[7]
- 2014 Opel Karl/Vauxhall Viva[8]
- 2015 Chevrolet Spark[8]

Gamma II Konzeptfahrzeuge:
- 2010 Chevrolet Aveo RS Konzeptfahrzeug
- 2010 Cadillac Urban Luxury Concept

## Gamma G2XX
Die nächste Version der Gamma Plattform von GM wird zu Bau der nächsten Chevrolet Aveo und Sonic sowie für den Bolt EV verwendet.